# Raión de Tomashpil
Raión de Tomashpil (en ucraniano: Томашпільський район) es un antiguo raión o distrito de Ucrania en el óblast de Vinnytsia. 
Comprende una superficie de 780 km².
La capital fue la ciudad de Tomashpil.

## Demografía
Según estimación 2010 contaba con una población total de 35507 habitantes.

## Otros datos
El código KOATUU es 523900000. El código postal 24200 y el prefijo telefónico +380 4348.